# Гилермо Ласо
Гилермо Алберто Сантяго Ласо Мендоса (на испански: Guillermo Alberto Santiago Lasso Mendoza; р. 17 ноември 1955 г. в Гуаякил, Еквадор) е еквадорски политик от партията Създаване на възможности и икономист.
Той е президент на Република Еквадор в периода 24 май 2021 г. – 23 ноември 2023 г. Преди да стане президент, той е бил банкер и бизнесмен.